# Хинган (аймак)
Хинга́н (кит. упр. 兴安盟, пиньинь Xīng'ān Méng, монг.  hinggan aimag, мон. кир. Хянган аймаг) — аймак во Внутренней Монголии, Китай. Столица — Улан-Хото. Площадь — 59,8 тыс. км².

## История
При империи Цин эти земли входили в состав провинции Фэнтянь, после образования Китайской республики — в провинцию Ляонин. В результате японской интервенции в Маньчжурию в 1932 году они попали в состав Маньчжоу-го, после 1945 года в результате административно-территориального преобразования Маньчжурии оказались в составе провинции Ляобэй.
16 января 1946 года в Ванъемяо состоялся Съезд Народных представителей Восточной Монголии, который избрал Народное автономное правительство Восточной Монголии. Впоследствии оно самораспустилось, влившись в Объединённое собрание движения за автономию Внутренней Монголии. 23 апреля 1947 года в Ванъемяо состоялось Собрание народных представителей Внутренней Монголии, которое 1 мая 1947 года избрало Автономное правительство Внутренней Монголии во главе с Уланьфу. После образования КНР в 1949 году был образован автономный район Внутренняя Монголия, и аймак вошёл в его состав.
В 1953 году восток Внутренней Монголии был выделен в особую административную единицу, и аймак был расформирован. В 1954 году от особого статуса восточной части Внутренней Монголии было решено отказаться, однако аймак восстанавливать не стали, а его бывшие земли вошли в состав аймака Хулун-Буир.
Аймак Хинган был воссоздан в 1980 году.

## Население
По данным на 2000 год в аймаке проживало 1588,8 тыс. жит.
Национальный состав (2000):
| Народ     | Численность | Доля    |
| --------- | ----------- | ------- |
| Ханьцы    | 852 684     | 53,67 % |
| Монголы   | 652 385     | 41,06 % |
| Маньчжуры | 71 653      | 4,51 %  |

## Административное деление
Аймак делится на 6 административных единиц уездного уровня:
| Карта | Карта          | Карта           | Карта          | Карта                   | Карта                      | Карта         | Карта                      |
| ----- | -------------- | --------------- | -------------- | ----------------------- | -------------------------- | ------------- | -------------------------- |
|       |                |                 |                |                         |                            |               |                            |
| #     | Статус         | Название        | Иероглифы      | Пиньинь                 | Население (2004 ,примерно) | Площадь (км²) | Плотность населения (/км²) |
| 1     | Городской уезд | Улан-Хото       | 乌兰浩特市     | Wūlánhàotè shì          | 290,000                    | 772           | 376                        |
| 2     | Городской уезд | Аршан           | 阿尔山市       | Ā'ěrshān shì            | 50,000                     | 7,409         | 7                          |
| 3     | Уезд           | Туцюань         | 突泉县         | Tūquán xiàn             | 310,000                    | 4,800         | 65                         |
| 4     | Хошун          | Хорчин-Юицяньци | 科尔沁右翼前旗 | Kē'ěrqìn Yòuyì Qián qí  | 360,000                    | 19,375        | 19                         |
| 5     | Хошун          | Хорчин-Юичжунци | 科尔沁右翼中旗 | Kē'ěrqìn Yòuyì Zhōng qí | 250,000                    | 15,613        | 16                         |
| 6     | Хошун          | Джалайд-Ци      | 扎赉特旗       | Zhālàitè qí             | 390,000                    | 11,837        | 33                         |

## Экономика
В Хингане активно развивается ветряная энергетика, крупнейшим инвестором в эту отрасль является государственная China General Nuclear Power Group.